# Сундвалл, Йоханнес
Йоханнес Сундвалл (фин. Johannes Sundwall; 1877—1966) — финский историк и классический филолог, антиковед. Профессор античной истории в Академии Або (с 1919), ординарный профессор (1921—1945).
Сундвалл сотрудничал с А. Эвансом, первооткрывателем критского письма, который намеренно затягивал публикацию памятников письма, надеясь расшифровать его самостоятельно. В конце 1930-х годов без разрешения последнего опубликовал несколько десятков табличек Линейного письма А. Данное событие вызвало гнев Эванса, который в результате ограничил доступ к критским табличкам для посторонних исследователей.